# Unió Muntanyenca Eramprunyà
La Unió Muntanyenca Eramprunyà (UME) és una entitat excursionista amb seu a Gavà que va ser fundada l'any 1963.
Aquesta agrupació excursionista compagina activitats de caràcter esportiu i cultural, i d'esplai i de lleure en la seva secció infantil i juvenil. Participa i organitza sortides i excursions. Té seccions d'alta muntanya, espeleologia, escalada, esquí, bicicleta de muntanya, barranquisme i càmping. Durant la seva història ha organitzat expedicions als Andes del Perú (1989), Bolívia (1992) i l'Argentina (Aconcagua, 1997), al massís de Pamir (Tadjikistan, 1991) i al Cho Oyu (8.201 m. Himàlaia, 2000).
L'agrupació excursionista, constituïda com a associació privada, sense ànim de lucre, va néixer a partir del "Centre excursionista Roca de Gavà" l'any 1963. Tenia com a finalitat els esports de muntanya i la preservació de la natura com a entorn on es desenvolupen les activitats de l'entitat. L'any 1969 va començar a rebre el nom amb el qual se la designa actualment. Al començament només s'ocupava d'activitats relacionades amb l'espeleologia.
Entre altres activitats, gestiona l'aplec de Sant Miquel i organitza la tradicional Marxa del Garraf, que forma part del Circuit Català de Caminades de Resistència. També prepara uns campaments d'estiu. Pel que fa al nombre de socis, el 2013 contava amb gairebé set-cents socis, però durant la seva història n'ha tingut més de dos mil cinc-cents.
El desembre del 2017 es va traslladar de la seva històrica seu ubicada a la rambla de Salvador Lluch, 4, a una nova ubicació al carrer de Salvador Lluch, 8. L'acte d'inauguració fou presidit per l'alcaldessa de Gavà, Raquel Sánchez Jiménez, i pel president de la UME, Jordi Vilajoan i Gimeno.